# Zonitomorpha fahraeusi
Zonitomorpha fahraeusi es una especie de coleóptero de la familia Meloidae.

## Distribución geográfica
Habita en los territorios que antes se llamaban Rodesia y  Natal en (Sudáfrica).